# Ernesto Bono
Ernesto Bono (ur. 25 kwietnia 1936 w Ome, zm. 31 maja 2018 tamże) – włoski kolarz, zawodnik zawodowy w latach 1959-1964, jego największym sukcesem zawodowym było zwycięstwo etapowe w Vuelta a España w 1962.